# 董寛信
董 寛信（とう かんしん）は、紀元前1世紀の中国、前漢の時代の人物である。紀元前2年から紀元前1年に若くして駙馬都尉をつとめ、失脚して流刑になった。

## 解説
董寛信は董恭の子で、董賢の弟にあたる。元寿元年（紀元前2年）12月、董賢が駙馬都尉から大司馬に昇進したとき、兄の後をうけて駙馬都尉になった。
当時22歳の董賢は、哀帝から寵愛されていた。董恭は董寛信の妻に中郎将の蕭咸の娘を望んだが、蕭咸は董賢への寵愛が格別なものだと畏れ、自らを卑下して断った。
哀帝が翌元寿2年（紀元前1年）6月に病死すると、董賢はただちに失脚して自殺した。7月、董恭と董寛信は合浦郡に流刑になった。